# Disastro della funivia di Cavalese
Il disastro della funivia di Cavalese del 1976 è il più grave incidente ad una funivia verificatosi in Italia nel XX secolo. Il  9 marzo 1976, la fune portante di acciaio della funivia aerea si ruppe mentre la cabina stava scendendo dall'Alpe Cermis, vicino alla stazione sciistica dolomitica di Cavalese, a 40 km da Trento.

## Descrizione

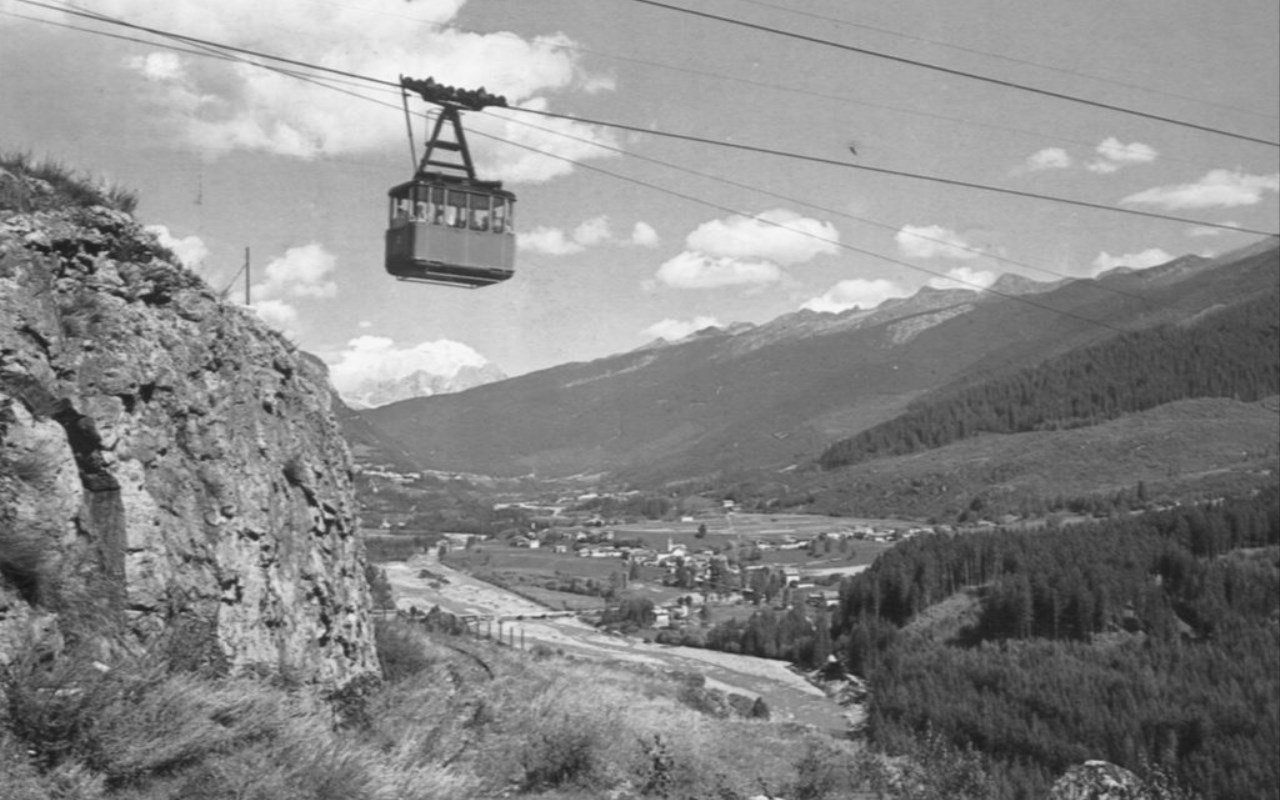
Funivia del Cermis prima dell'incidente del 1976

In una delle ultime corse della giornata, alle 17:20, la fune portante dell'impianto sciistico cedette e la cabina cadde sul fianco della montagna dopo un volo di circa 200 metri; quindi continuò la propria corsa sul terreno per altri 100 metri per poi fermarsi in un campo d'erba. Il disastro avvenne nell'ultimo tratto di discesa: il tragitto era diviso in due sezioni, con una stazione intermedia nella quale si effettuava uno scambio di cabine e quindi l'altra risaliva a monte vuota. La seconda cabina comunque non crollò a terra.
Nella caduta, il carrello superiore, del peso di circa 3 tonnellate, si infranse sulla cabina, schiacciandola. 42 persone persero la vita, tra queste 15 bambini di età compresa tra i 7 e i 15 anni e il diciottenne manovratore della cabina. La portata della funivia era di 40 persone (o 3175,2 kg) ma al momento dell'incidente gli occupanti erano 43: questo venne giustificato dall'operatore con il fatto che molti di essi erano bambini. La maggior parte delle vittime erano tedeschi della città di Amburgo. A bordo c'erano 21 cittadini tedeschi, 11 italiani, 7 austriaci e un francese.

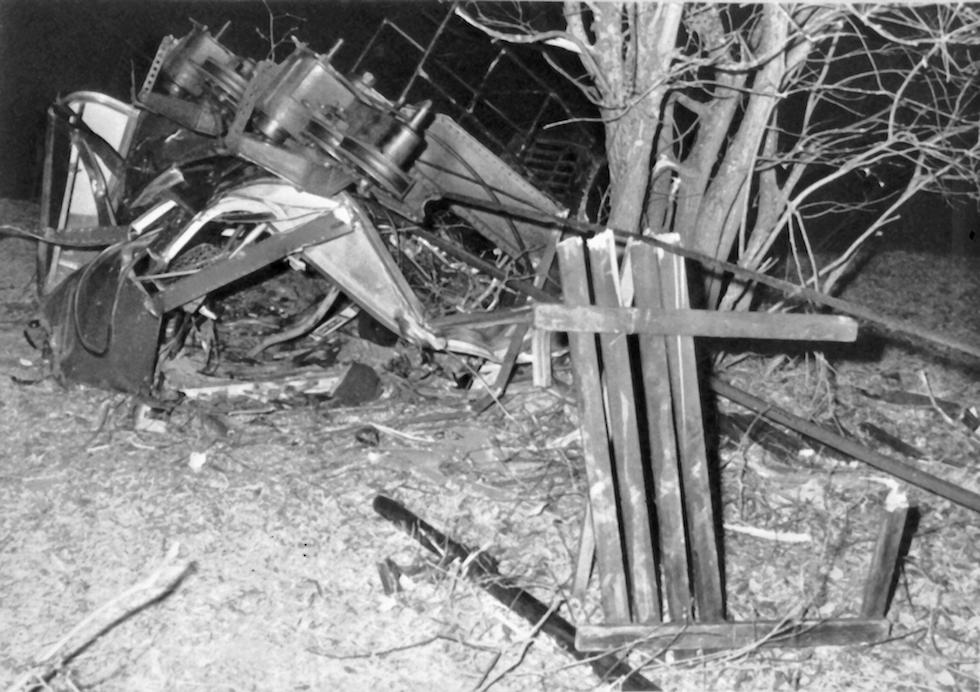
I resti della funivia di Cermis

L'inchiesta rivelò che due funi d'acciaio si accavallarono ed una tranciò l'altra, presumibilmente vicino ad uno dei sostegni. Il sistema automatico di sicurezza che avrebbe potuto evitare il disastro non era spento come si disse. L'impianto si fermò, ma venne fatto ripartire e lo sfregamento portò al trancio delle funi. L'impianto era stato realizzato nel 1966, solo 10 anni prima dell'incidente a fronte di una durata prevista dell'impianto di 30 anni.
L'unica sopravvissuta alla tragedia fu una ragazza milanese di 14 anni, Alessandra Piovesana. Si trovava in gita scolastica e stava scendendo a valle con due amici, quando accadde l'incidente; dopo una lunga degenza in ospedale, si rimise e testimoniò nei successivi processi, ricevendo poi 50 milioni di lire di risarcimento. Diventata giornalista per la rivista Airone, scomparve nel 2009 in seguito ad una malattia.

## Vittime
Morirono 42 persone, compresi i 15 bambini: tra i passeggeri c’erano 21 tedeschi di Amburgo, 11 italiani, 7 austriaci e un francese.

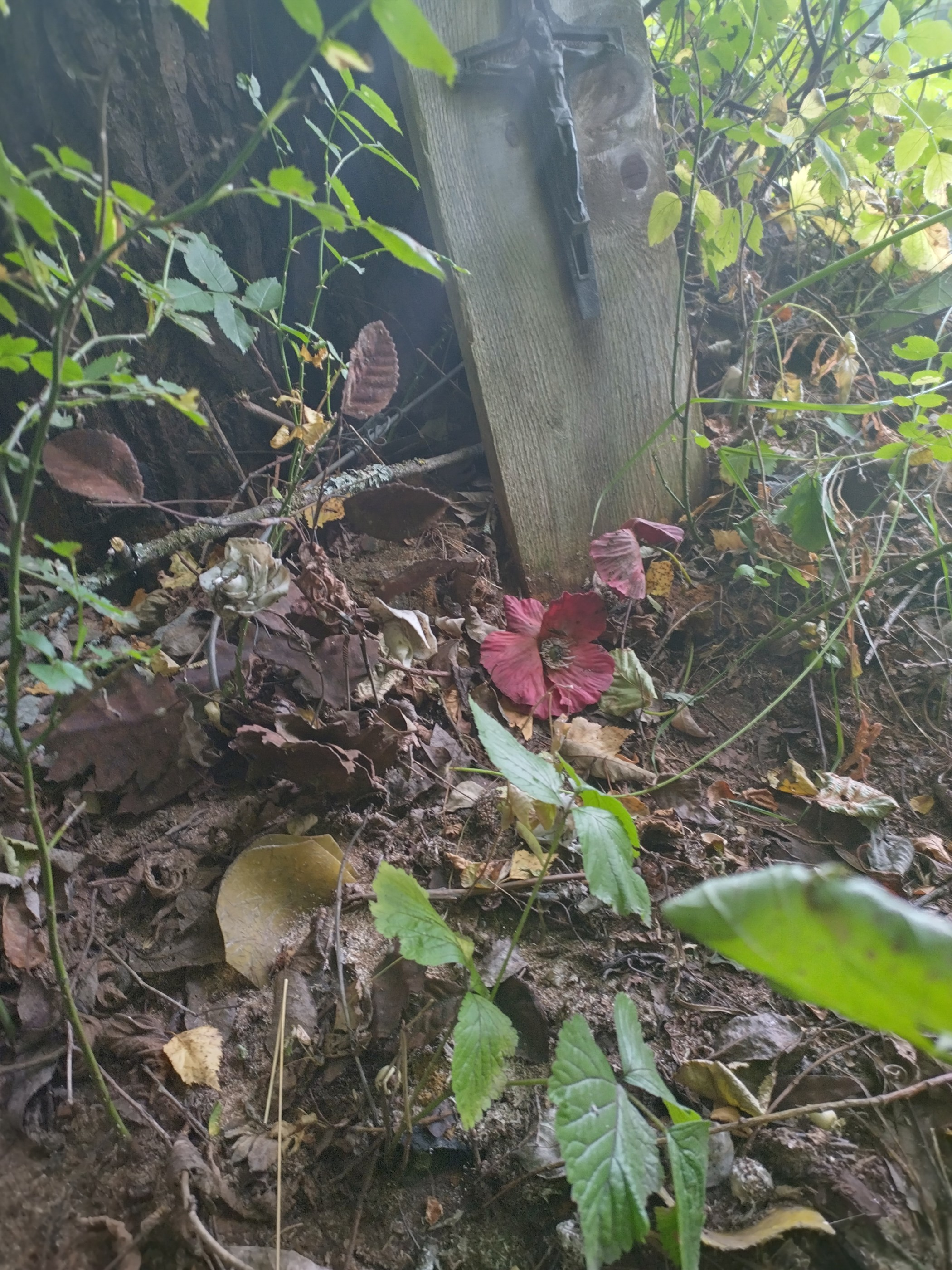
Monumento alle vittime dell'incidente situato nel fondovalle dove si fermò la cabina precipitata

| Nazionalità | Vittime |
| ----------- | ------- |
| Germania    | 21      |
| Italia      | 11      |
| Austria     | 7       |
| Francia     | 1       |
| ?           | 2       |
| Totale      | 42      |